# Spillepengen
Spillepengen är ett delområde i stadsdelen Centrum, Malmö.
Trots att Spillepengen tillhör Centrum ligger området ganska avsides, öster om hamnområdet vid gränsen till Burlövs kommun (Arlöv), och även nära Lomma kommun bortanför den mycket lilla kil av kust som Burlöv har vid Lommabukten.
Namnet Spillepengen är gammalt och lär betyda spelmarkör. Namn kommer av att området bytte ägare mellan Malmö och Arlöv vid flera tillfällen. Sege å delade sig förr i två armar på var sin sida om Spillepengen, men sedan mitten av 1800-talet är den norra åsträckningen i det närmaste försvunnen.
På Spillepengen finns Malmös största avfallsanläggning. Sysav driver här även ett stort kraftvärmeverk baserat på avfallsförbränning, men även en återvinningscentral och annan avfallshantering till exempel viss lagring av brännbart avfall i plastbalar. En udde ut i havet består av deponerat material. Sjölundaverket, Malmös största avloppsreningsverk, ligger intill sopförbränningsanläggningen.
Delar av de gamla sophögarna har gjorts om till gräsbevuxet rekreationsområde med havsutsikt, och det finns även ett par skjutbanor vid Sege å. På skjutbanorna bedrivs ett varierat skytte då skjutbanan är hemvist för Malmö Skyttegille vilket skjuter med pistol och gevär på ett flertal avstånd och i olika skyttediscipliner. Vidare finns det trapbana, älgbana, korthållsbana, och man bedriver även svartkrutsskytte och skytte med luftgevär. Även Polisen, Tullverket och Hemvärnet bedriver skytteverksamhet på banorna.

## Noter

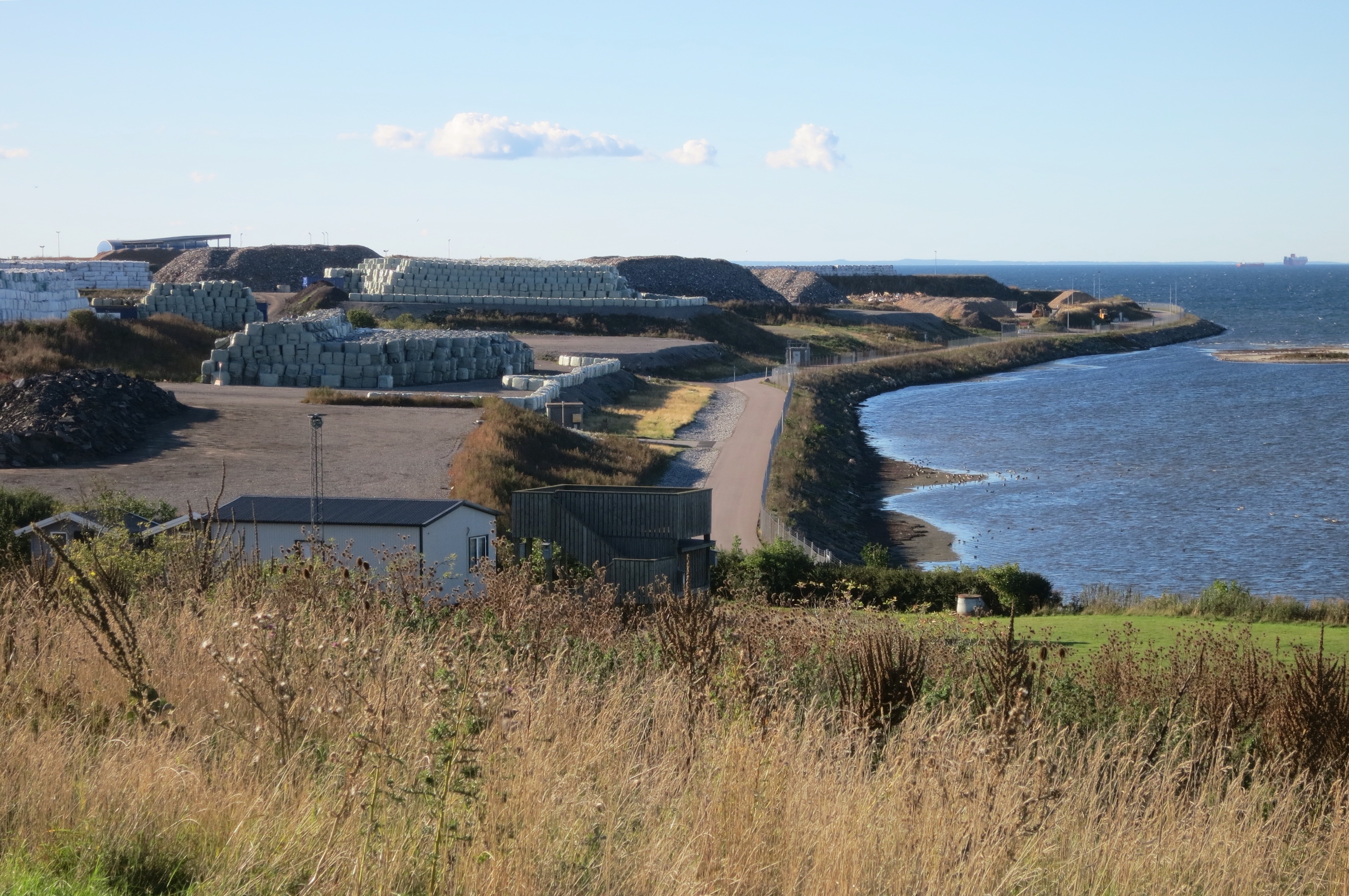
Spillepengens återvinningsanläggning